# Ponthoz
Ponthoz est un hameau belge de la commune de Clavier situé en Région wallonne dans le sud-ouest du Condroz liégeois.
Avant la fusion des communes survenue en 1977, Ponthoz faisait déjà partie de la commune de Clavier.

## Situation
Le hameau principalement constitué d'un château et d'une ferme se situe dans un environnement majoritairement boisé entre les localités de Bende (commune de Durbuy), Ocquier et Atrin.

## Patrimoine
Le château de Ponthoz fut la propriété de la famille d'Ochain depuis 1280 jusqu'en 1452, année où Gauthier de Corswarem, chanoine de la  cathédrale Saint-Lambert de Liège le racheta. Ensuite, le château a appartenu à Robert de la Marck d'Arenberg en 1548 puis de nouveau à la famille d'Ochain avant de devenir de 1700 à 1989 la propriété des comtes van der Straten. Le château actuel a été transformé et agrandi à la fin du XIXe siècle et au début du XXe siècle. Une drève d'une longueur d'environ 700 mètres composée de hêtres centenaires et précédée par deux colonnes d’entrée sculptées mène au château.

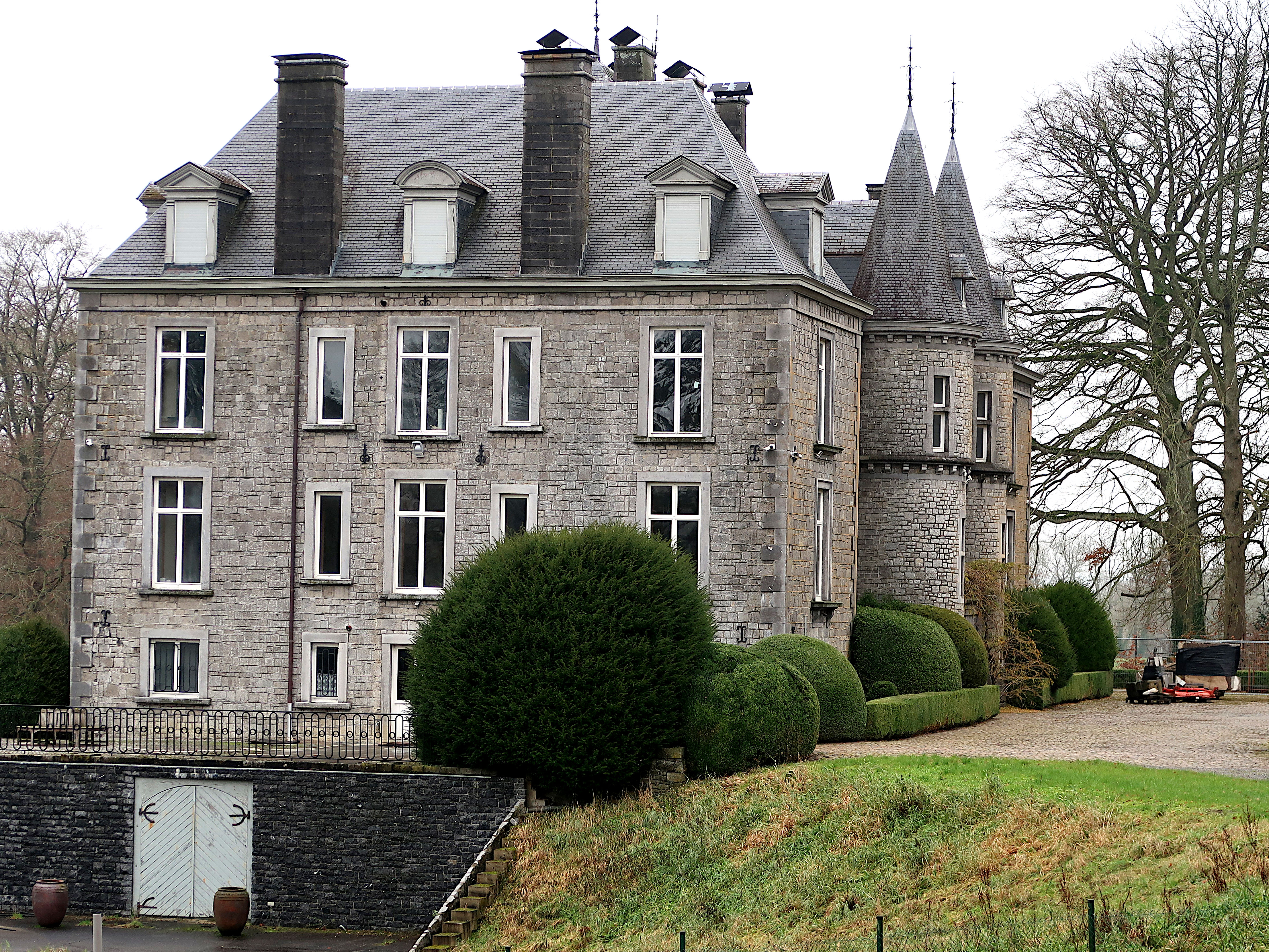
Château du Ponthoz
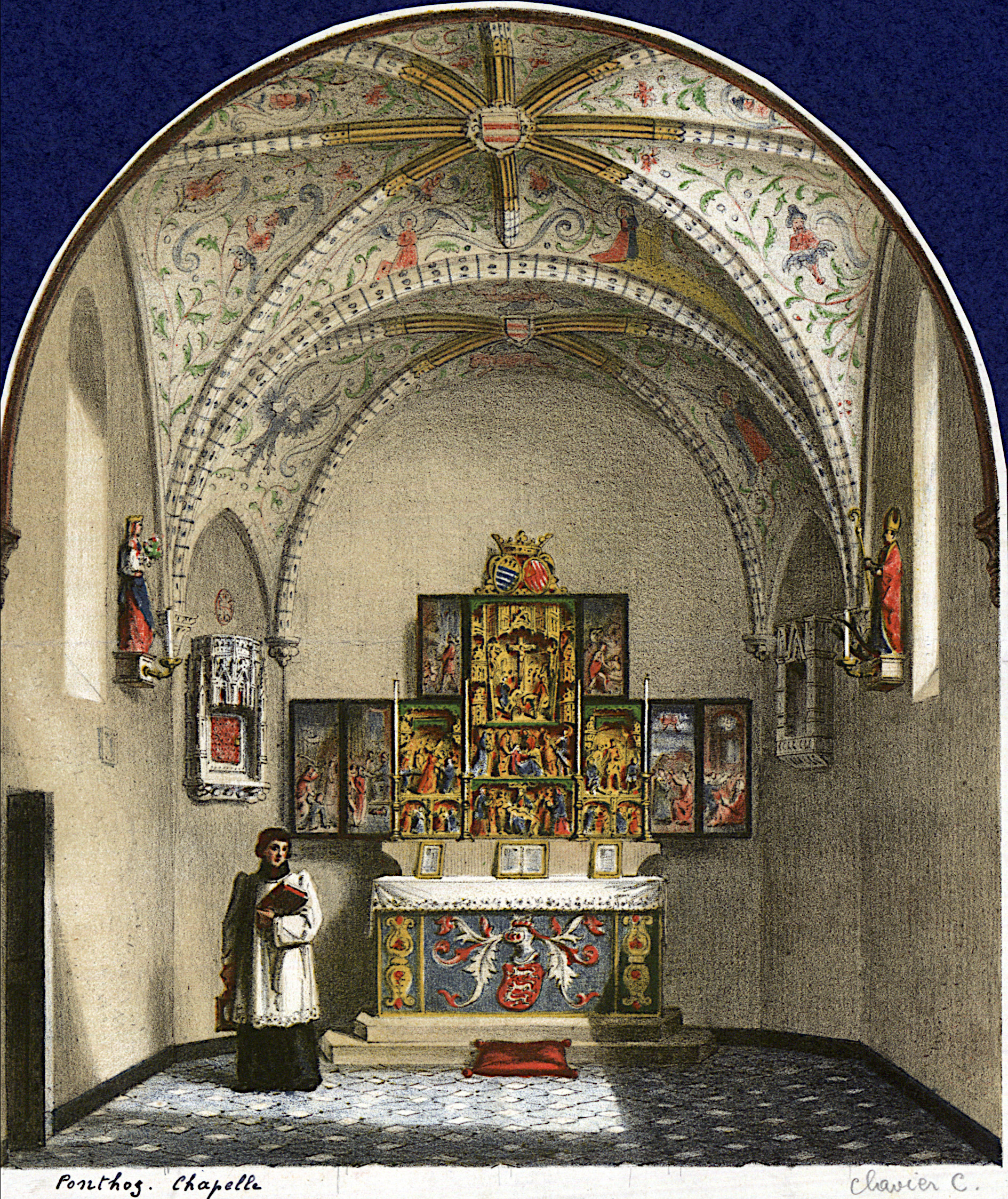
Interieur de la Chapelle castrale Saint-Hubert
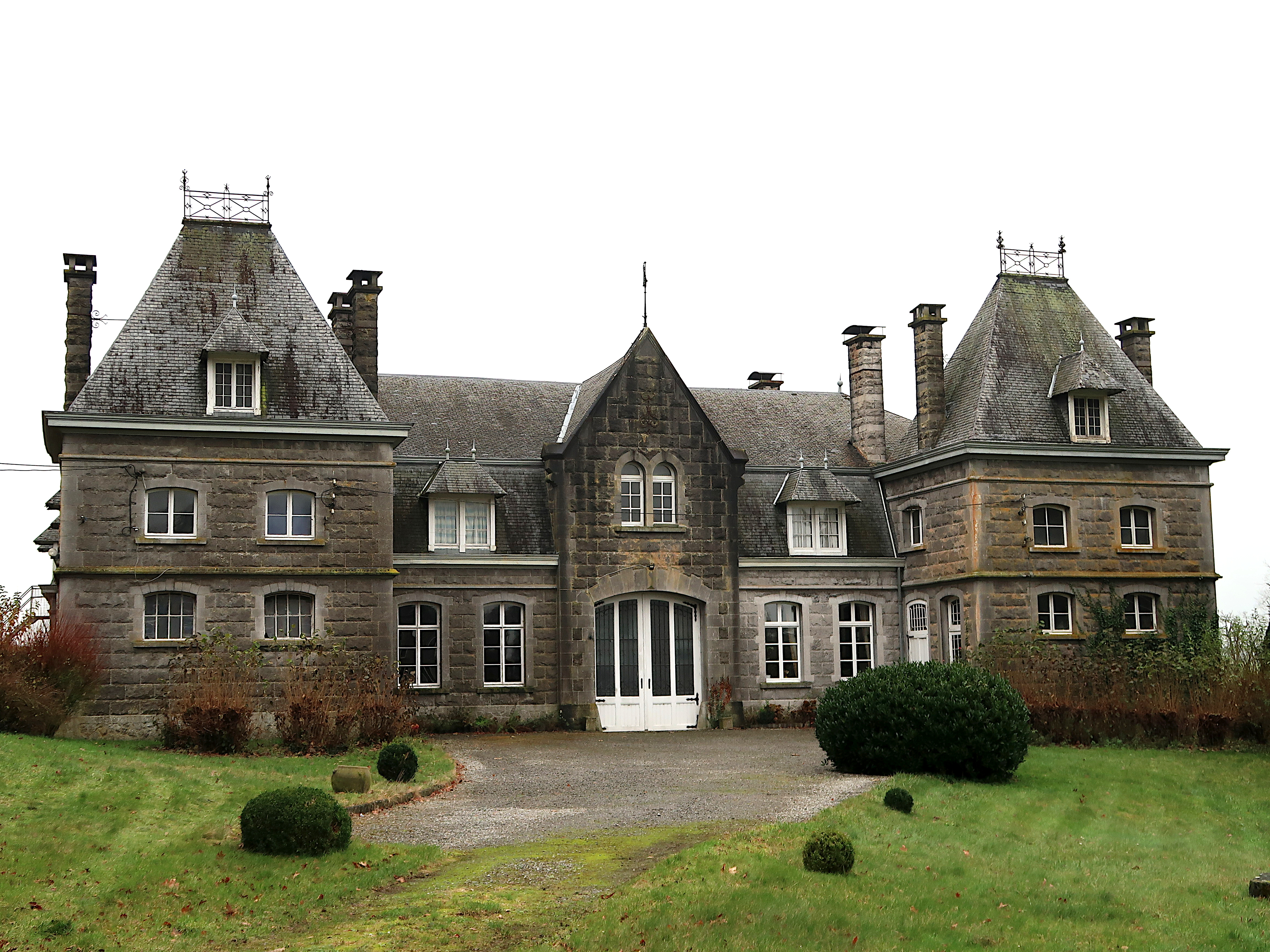
Ferme du chateau de Ponthoz

La chapelle castrale dédiée à Saint Hubert et à la Vierge succède vraisemblablement à un oratoire du XIIIe siècle. Il s'agit d'un petit sanctuaire du troisième quart du XVe siècle largement transformé vers 1880 dans un style néo-gothique.
La borne de la Pierre au Loup (en wallon : Pîre å Leu) est une ancienne borne frontière située sur l'ancienne voie romaine et marquant la limite jusqu'en 1795 entre la principauté de Liège (Clavier) et la principauté de Stavelot-Malmedy (Ocquier). Cette borne en pierre est sculptée aux armes de Stavelot, un loup portant un panier et tenant dans la patte droite une crosse. . Elle se trouve adossée au pignon sud d'une maison située au carrefour de la route nationale 641 Ocquier-Huy et de la voie romaine, à environ 1 500 m au sud-ouest du château de Ponthoz. Elle est reprise sur le liste du patrimoine immobilier classé de Clavier